# Меццана-Рабаттоне

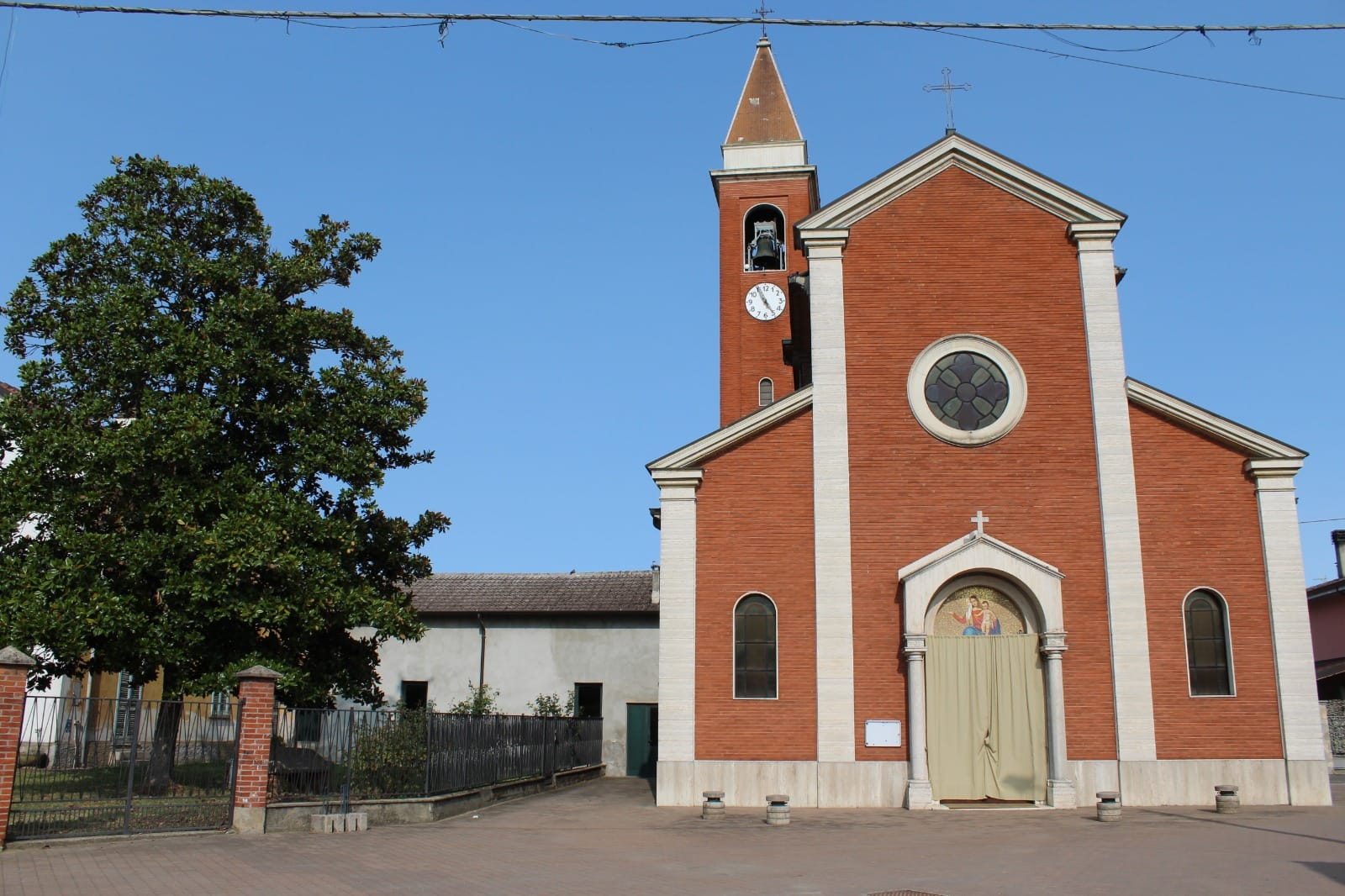
Церква Сан-Джованні Баттіста

Меццана-Рабаттоне (італ. Mezzana Rabattone) — муніципалітет в Італії, у регіоні Ломбардія, провінція Павія.
Меццана-Рабаттоне розташована на відстані близько 460 км на північний захід від Рима, 45 км на південь від Мілана, 13 км на південний захід від Павії.
Населення — 491 особа (2014).

## Демографія
Населення за роками:

Станом на 1 січня 2023 року в муніципалітеті офіційно проживало 29 іноземців з 6 країн, серед них 15 громадян країн Євросоюзу та 5 громадян України.

## Сусідні муніципалітети
- Бастіда-Панкарана
- Червезіна
- Панкарана
- Цинаско